# ГАЗ-34039 «Ирбис»
ГАЗ-34039 «Ирбис» — российский гусеничный снегоболотоход производства группы ГАЗ. Машина разрабатывалась для эксплуатации в особо тяжёлых дорожных и климатических условиях, для перевозки людей и грузов вне дорог общего пользования. Модель впервые представлена в Нижнем Тагиле на VI Международной выставке технических средств обороны и защиты «Оборона и защита-2010», начало массового выпуска с 2011 года. Возможные области применения — геологоразведывательные изыскания, строительство и обслуживание нефтегазопроводов, линий электропередач и связи, железнодорожных путей в условиях Крайнего Севера, Сибири и Дальнего Востока.

## Описание
Снегоболотоход рассчитан на эксплуатацию и безгаражное хранение при температурах окружающего воздуха от − 50 °С до + 40 °С, а также в горной местности с высотой над уровнем моря до 4,65 км. Снегоболотоход способен преодолевать водные преграды. Движение на плаву осуществляется при помощи гусеничного движителя. Грузоподъёмность до 2 тонн, вместимость кабины — 12 посадочных мест, включая водительское.
Для «Ирбиса» использована платформа модели ГАЗ-34039, но на ней установлена принципиально иная надстройка — пластиковая рубка от экраноплана разработки фирмы «Буран-Стайлинг». В новой модели повышена эргономичность водительского сиденья, расширен обзор, установлены улучшенная приборная панель и дополнительный обогреватель в салоне. Принципиальным изменениям подверглась компоновка силовой установки, при которой двигатель закапотирован внутрь салона, облегчая обслуживание в зимних условиях. Тем не менее для представленной в 2010 году в Нижнем Тагиле демонстрационной модели отмечался важный технический недостаток — ненадёжная поднимающаяся боковая ламбо-дверь, представляющая как угрозу при посадке и высадке, так и источник потерь тепла в кабине. В качестве недостатков назывались также недостаточно мощная силовая установка (и, как результат, плохая разгонная динамика) и «танковые» рычаги управления вместо рулевого колеса. С другой стороны, высоко были оценены надёжность и комфортабельность новой машины.
Имеются различные варианты исполнения: (пожарная установка, буровая установка, грузо-пассажирский вариант, жилой модуль и т. п.)

## Технические характеристики
- Описание и технические характеристики ГАЗ-34039 «Ирбис»